# 佐世保市小学校一覧
本稿には、2017年現在佐世保市が運営する市立小学校の基本データ一覧を挙げる。児童数・学級数は2013年度の長崎県教育庁発表データに基づく。

## 佐世保市立宮小学校（みやしょうがっこう）
- 所在地：萩坂町1715番地(昭和45年、現在地に移転)
- 児童数142名、7学級（特別支援教室1を含む）
- 校区：奥山町・城間町・瀬道町・長畑町・南風崎町・萩坂町・宮津町。宮中学校区。
- 明治7年（1874年）現宮中学校敷地に「宮小学校」新設。尋常高等小学校・国民学校を経て現在に至る。
- 校歌「八幡岳にのぼる陽を…」作詞・市瀬正生/作曲・田元千之

## 佐世保市立三川内小学校（みかわちしょうがっこう）
- 所在地：口の尾町698番地。
- 児童数191名、8学級（特別支援教室1を含む）
- 校区：江永町・木原町・口の尾町・桑木場町・心野町・横手町・塩浸町・下の原町・新替町・新行江町・三川内町・三川内新町・三川内本町・吉福町。三川内中学校区。
- 明治7年（1874年）三川内・松尾・前平小学校設立。明治12年（1879年）早川小学校に統合。明治19年（1886年）折尾瀬尋常小学校に改称。尋常高等小学校・国民学校を経て、昭和29年（1954年）佐世保市編入時に「三川内小学校」に改名。
- 校歌「名工あまたはぐくみて…」作詞・山口一夫/作曲・久野周一
  - 松尾（まつお）小学校…明治7年（1874年）桑木場に開校、明治12年（1879年）早川小学校に統合。
  - 前平（まえびら）小学校…明治7年（1874年）木原に開校、明治12年（1879年）早川小学校前平分校。明治19年（1886年）廃止。

## 佐世保市立広田小学校（ひろだしょうがっこう）
- 所在地：広田1丁目25-4番地。
- 児童数1027名、32学級（特別支援教室1を含む）
- 校区：浦川内町・権常寺1丁目・崎岡町・重尾町・広田町・広田1-4丁目。広田中学校区。
- 明治8年（1875年）「広田小学校」設立。尋常高等小学校・国民学校を経て現在に至る。
- 校歌「朝だ夜明けだ世紀の朝だ…」作詞・興枳政夫/作曲・藤岡博夫

## 佐世保市立花高小学校（はなたかしょうがっこう）
- 所在地：花高3丁目4-1番地
- 児童数723名、24学級（特別支援教室1を含む）
- 校区：花高1-4丁目・権常寺町・上原町の一部・中原町。早岐中学校区。
- 昭和51年（1976）現在地に「花高小学校」設立。（花高団地造成にともない早岐小学校より分離）
- 校歌「花高山の青い空…」作詞・中川龍一/作曲・佐藤吉五郎

## 佐世保市立早岐小学校（はいきしょうがっこう）
- 所在地：早岐2丁目32-12番地。
- 児童数624名、23学級（特別支援教室2を含む）
- 校区：上原町の一部・勝海町・早苗町・陣の内町・田の浦町の一部・早岐1-3丁目・平松町・若竹台町・有福町の一部。早岐中学校区。
- 明治7年（1874年）、城腰・稗田小学校設立。明治9年（1876年）城腰小学校に統合、明治19年（1886年）に「早岐小学校」に改名。尋常高等小学校・国民学校を経て現在に至る。
- 校歌「みどりゆたかな西の岳…」作詞・片岡繁男/作曲・下総皖一
  - 稗田(ひえだ)小学校…明治7年（1874年）早苗に開校、明治9年（1876年）稗田小学校に統合。

## 佐世保市立江上小学校（えがみしょうがっこう）
- 所在地：指方町2382番地。
- 児童数289名、13学級（特別支援教室1を含む）
- 校区：有福町の一部・指方町・江上町・ハウステンボス町。東明中学校区。
- 明治7年（1874年）「松島小学校」として設立。差方小学校を経て明治17年（1884年）「江上小学校」に改名。尋常小学校・国民学校を経て現在に至る。
- 校歌「朝日に匂う桜花…」作詞・市瀬正生/作曲・田元千之

## 佐世保市立針尾小学校（はりおしょうがっこう）
- 所在地：針尾中町1863番地。
- 児童数144名、6学級
- 校区：針尾北町・針尾中町・針尾西町・針尾東町。東明中学校区。
- 明治8年（1875年）「梅林小学校」設立、明治11年「崎針尾小学校」に改称。尋常高等小学校・国民学校を経て、昭和30年（1955年）佐世保市編入時に「針尾小学校」に改名。
- 校歌「針尾の島の朝みどり…」作詞・小澤正明/作曲・山口健作

## 佐世保市立日宇小学校（ひうしょうがっこう）
- 所在地：日宇町284番地。
- 児童数362名、14学級（特別支援教室1を含む）
- 校区：沖新町・白岳町・日宇町・大和町。日宇中学校区。
- 明治7年（1874年）「日宇小学校」設立。尋常高等小学校・国民学校を経て現在に至る。
- 校歌「山は烏帽子朝日を受けて…」作詞・中嶋英治/作曲・紙恭輔

## 佐世保市立黒髪小学校（くろかみしょうがっこう）
- 所在地：黒髪町52-1番地。
- 児童数488名、19学級（特別支援教室1を含む）
- 校区：黒髪町・白岳町の一部。日宇中学校区。
- 昭和28年（1953年）現在地に「黒髪小学校」設立（黒髪地区の自然増にともない日宇小学校より分離）
- 校歌「菫ヶ丘の空高く…」作詞・中川龍一/作曲・富永忠義

## 佐世保市立大塔小学校（だいとうしょうがっこう）
- 所在地：もみじが丘町6745番地。
- 児童数496名、18学級（特別支援教室2を含む）
- 校区：田の浦町の一部・大塔町・大岳台町・もみじが丘町。日宇中学校区。
- 平成6年（1994年）現在地に「大塔小学校」設立（もみじが丘団地造成にともない黒髪小学校より分離）
- 校歌「隠居岳にのぼる朝日を…」作詞・藤瀬安雄/作曲・福田雅信

## 佐世保市立福石小学校（ふくいししょうがっこう）
- 所在地：大宮町32-1番地。
- 児童数249名、11学級（特別支援教室2を含む）
- 校区：大宮町・藤原町の一部・東山町・大黒町の一部・稲荷町。福石中学校区。
- 大正13年（1924年）現在地に「福石尋常小学校」設立。国民学校を経て現在に至る。
- 校歌「朝日の映える烏帽子の…」作詞・田端広一郎/作曲・高田信一

## 佐世保市立天神小学校（てんじんしょうがっこう）
- 所在地：天神1丁目11-13番地。
- 児童数373名、15学級（特別支援教室2を含む）
- 校区：天神1-3丁目・天神4丁目の一部・東浜町・大黒町の一部。福石中学校区および崎辺中学校区。
- 昭和28年（1953年）現在地に「天神小学校」設立（天神地区の自然増にともない福石小学校より分離）
- 校歌「朝もや深い遠山を…」作詞・松本真喜/作曲・松永茂

## 佐世保市立港小学校（みなとしょうがっこう）
- 所在地：天神町1603番地。
- 児童数337名、13学級（特別支援教室1を含む）
- 校区：天神町・天神4丁目の一部・十郎新町・。崎辺中学校区。
- 昭和49年（1974年）現在地に「港小学校」設立（天神地区の自然増にともない天神小学校より分離）
- 校歌「みどりの風に朝日がゆれて…」作詞・中川龍一/作曲・佐藤吉五郎

## 佐世保市立木風小学校（きかぜしょうがっこう）
- 所在地：木風町180番地。
- 児童数250名、13学級（特別支援教室2を含む）
- 校区：木風町・藤原町の一部・須田尾町の一部。山澄中学校区。
- 昭和15年（1940年）「木風尋常小学校」設立。国民学校を経て現在に至る。
- 校歌「烏帽子岳のふところに…」作詞・永石三男/作曲・松本民之助

## 佐世保市立潮見小学校（しおみしょうがっこう）
- 所在地：須田尾町19-44番地。
- 児童数204名、8学級
- 校区：須田尾町の一部・若葉町・福石町・干尽町の一部・潮見町。山澄中学校区。
- 昭和4年（1929年）「潮見尋常高等小学校」設立。国民学校を経て現在に至る。
- 校歌「明けゆく朝の陽に映えて…」作詞・榊夏子/作曲・原格太郎

## 佐世保市立白南風小学校（しらはえしょうがっこう）
- 所在地：山祇町387番地（昭和12年、現在地に移転）。
- 児童数281名、11学級
- 校区：山祇町・白南風町・新港町・三浦町・峰坂町・白木町の一部。山澄中学校区。
- 明治39年（1906年）佐世保駅前に「白南風尋常小学校」設立。国民学校を経て現在に至る。
- 校歌「さざ波さざ波佐世保湾…」作詞・鈴木政輝/作曲・福井直秋

## 佐世保市立小佐世保小学校（こさせぼしょうがっこう）
- 所在地：小佐世保町18-1番地。
- 児童数256名、10学級
- 校区：小佐世保町・須佐町・高梨町・白木町の一部。祇園中学校区。
- 昭和10年（1935年）「小佐世保尋常高等小学校」設立。国民学校を経て現在に至る。
- 校歌「烏帽子岳の山ふところに…」作詞・亀谷良三/作曲・原格太郎

## 佐世保市立祇園小学校（ぎおんしょうがっこう）
- 所在地：祇園町18-18。
- 児童数389名、15学級（特別支援教室2を含む）
- 校区 - 戸尾町・塩浜町・万津町・山県町・島地町・下京町・上京町・本島町・島瀬町・湊町・栄町・常盤町・松浦町・京坪町・宮崎町・光月町・宮地町・祇園町・高梨町の一部。 祇園中学校区。
- 校歌 - 「萌え出す緑烏帽子に…」作詞・河野左千子/作曲・七田英明
- 沿革

旧・佐世保市立光園小学校
- 1909年（明治42年）- 祇園尋常小学校（ぎおん）が開校。後に児童急増のため「光月尋常小学校」（こうげつ、男子校）と「祇園女児尋常小学校」に分離。
- 1933年（昭和8年）- 上記の分離2校が再統合され、「光園尋常小学校」（こうえん、光園は光月と祇園の名前から一文字ずつとって組み合わせたもの）となる。
- 1941年（昭和16年）- 国民学校令により、「光園国民学校」に改称。
- 1947年（昭和22年）- 学制改革により、「佐世保市立光園小学校」に改称。

旧・佐世保市立戸尾小学校
- 1874年（明治7年）- 「佐世保小学校」が設立。後に「佐世保尋常高等小学校」となる。
- 1898年（明治31年）- 児童数の急増により佐世保尋常高等小学校を分割し、「佐世保高等小学校」（男子校）として発足。
  - この時分割された他の佐世保尋常小学校・佐世保女児尋常高等小学校は八幡小学校（現・清水小学校）のルーツとなる。

- 1904年（明治37年）- 戸尾に移転。
- 1909年（明治42年）- 「戸尾尋常高等小学校」（とのお、男子校）に改称。
- 1917年（大正6年）- 尋常科を廃止し、男女共学とする。
- 1941年（昭和16年）- 国民学校令により、「戸尾国民学校」に改称。
- 1947年（昭和22年）- 学制改革により、「佐世保市立戸尾小学校」に改称。

佐世保市立祇園小学校
- 2001年（平成13年）- 佐世保市立光園小学校と佐世保市立戸尾小学校が合併し、旧・光園小校地に「佐世保市立祇園小学校」が開校。

## 佐世保市立山手小学校（やまてしょうがっこう）
- 所在地：山手町16-38番地。
- 児童数258名、11学級
- 校区：名切町・熊野町・花園町・折橋町・松山町・山手町・田代町・烏帽子町。祇園中学校区。
- 昭和14年（1939年）「山手尋常小学校」設立。国民学校を経て現在に至る。
- 校歌「空よ光よ朝風よ…」作詞・原善麿/作曲・伊藤英一
  - 山手小学校烏帽子（えぼし）分校…戦後設置。平成24年（2012年）閉校、本校に統合。

## 佐世保市立清水小学校（しみずしょうがっこう）
- 所在地 - 保立町10番1号
- 児童・学級数 - 366名、15学級（特別支援教室2を含む）
- 小学校区 - 八幡町・宮田町・俵町・松山町・城山町（旧八幡小校区）、万徳町・福田町・石坂町・保立町・梅田町・中通町（旧保立小校区）
- 中学校区 - 清水中学校区。
- 校歌 - 「そびえ立つ大きな楠を…」作詞・十時康浩、歌詞検討委員会/作曲・田口哲久
- 沿革

旧・佐世保市立八幡小学校
- 1874年（明治7年）- 「佐世保小学校」が設立。後に「佐世保尋常高等小学校」となる
- 1898年（明治31年）- 佐世保尋常高等小学校を佐世保尋常小学校・佐世保高等小学校・佐世保女児尋常高等小学校に分割。

（佐世保尋常小学校）
- 1909年（明治42年）- 「八幡尋常小学校」（はちまん）に改称。
- 1923年（大正12年）- 八幡女子尋常高等小学校を編入、高等科を増設し「八幡尋常高等小学校」となる。
- 1941年（昭和16年）- 国民学校令により、「八幡国民学校」となる。
- 1947年（昭和22年）- 学制改革により、「佐世保市立八幡小学校」が発足。

（佐世保高等小学校）
- 1904年（明治37年）- 戸尾に移転し、戸尾小学校（現・祇園小学校）のルーツとなる。

（佐世保女児尋常高等小学校）
- 1904年（明治37年）- 佐世保女児尋常小学校と佐世保女児高等小学校に分割。
- 1909年（明治42年）- 佐世保女児尋常小学校を「八幡女児尋常小学校」、佐世保女児高等小学校を「八幡谷女児高等小学校」に改称。
- 1917年（大正6年）- 八幡谷女児高等小学校の尋常科を八幡女児尋常小学校に、高等科を戸尾高等小学校（現・祇園小学校）に編入。
- 1923年（大正12年）- 八幡尋常小学校に編入。

旧・佐世保市立保立小学校
- 1919年（大正8年）- 「保立尋常小学校」（ほたて）が設立。
- 1941年（昭和16年）- 国民学校令により、「保立国民学校」となる。
- 1947年（昭和22年）- 学制改革により、「佐世保市立保立小学校」となる。

佐世保市立清水小学校
- 2004年（平成16年）- 佐世保市立八幡小学校と佐世保市立保立小学校が合併し、旧・八幡小校地に「佐世保市立清水小学校」が開校。

## 佐世保市立大久保小学校（おおくぼしょうがっこう）
- 所在地：東大久保町9-10番地。
- 児童数147名、7学級（特別支援教室1を含む）
- 校区：谷郷町・浜田町・相生町・天満町・高砂町・木場田町・元町・上町・泉町・長尾町・西大久保町・東大久保町・比良町・鵜渡越町の一部・小野町の一部。清水中学校区。
- 大正12年（1923年）現在地に「大久保尋常小学校」設立。国民学校を経て現在に至る。
- 校歌「朝日はのぼる葉港の…」作詞・織田興一/作曲・瀬戸口辰弥

## 佐世保市立金比良小学校（こんぴらしょうがっこう）
- 所在地：金比良町1-5番地。
- 児童数154名、7学級（特別支援教室1を含む）
- 校区：矢岳町・今福町・金比良町・御船町・神島町・小島町・鵜渡越町の一部。光海中学校区。
- 平成6年（1994年）琴平小学校・御船小学校を統合し「金比良小学校」設立。旧御船小施設を継承・校名は旧琴平小より継承。
- 校歌「弓張岳にのぼる旭を…」作詞・冨川耕蔵/作曲・小川源
  - 琴平（ことひら）尋常小学校…明治41年（1908年）設立。国民学校を経て昭和31年（1956年）御船小学校を分離、平成6年（1994年）再統合。
  - 御船（みふね）小学校…昭和31年（1956年）琴平小学校より分離。平成6年（1994年）再統合。

## 佐世保市立赤崎小学校（あかさきしょうがっこう）
- 所在地：鹿子前町330番地（昭和16年、現在地に移転）
- 児童数365名、14学級（特別支援教室1を含む）
- 校区：鹿子前町・赤崎町。愛宕中学校区。
- 明治31年（1898年）佐世保小学校赤崎分校設立、明治34年（1901年）「赤崎尋常小学校」として独立。国民学校を経て現在に至る。
- 校歌「赤崎岳のすその原…」作詞・鴨川卯吉/作曲・原格太郎

## 佐世保市立船越小学校（ふなこししょうがっこう）
- 所在地：船越町759番地。
- 児童数108名、6学級
- 校区：船越町・下船越町。愛宕中学校区。
- 明治12年（1879年）山口小学校船越分校設立、明治36年（1903年）「船越尋常小学校」として独立。国民学校を経て現在に至る。
- 校歌「九十九島を西海を…」作詞・中川龍一/作曲・富永定美
  - 庵浦（いおのうら）小学校…明治11年（1878年）佐世保小学校庵浦分校設立、明治25年（1892年）「庵浦尋常小学校」として独立。平成29年（2017年）船越小学校に編入。
  - 俵浦（たわらがうら）小学校…*明治12年（1879年）山口小学校俵浦分校設立、明治36年（1903年）「俵浦尋常小学校」として独立。平成29年（2017年）船越小学校に編入。

## 佐世保市立日野小学校（ひのしょうがっこう）
- 所在地：日野町1308番地。
- 児童数498名、18学級（特別支援教室1を含む）
- 校区：椎木町・星和台町・日野町・母ヶ浦町の一部・長坂町。日野中学校区。
- 明治42年（1909年）山口小学校日野分校設立、昭和16年（1941年）「日野国民学校」として独立。現在に至る。
- 校歌「みどりの山にいだかれて…」作詞・中川龍一/作曲・長谷川良一

## 佐世保市立相浦小学校（あいのうらしょうがっこう）
- 所在地：上相浦町3-9番地。
- 児童数625名、22学級（特別支援教室2を含む）
- 校区：愛宕町・小野町(一部を除く)・上相浦町・木宮町・川下町・新田町・竹辺町・母ヶ浦町の一部。相浦中学校区および日野中学校区。
- 明治8年（1875年）山口小学校設立。昭和3年（1928年）町制施行時に「相浦尋常高等小学校」に改名。国民学校を経て現在に至る。
- 校歌「愛宕の山の頂きの…」作詞・中川龍一/作曲・原格太郎

### 佐世保市立相浦小学校高島分校（たかしまぶんこう）
- 所在地：高島町336番地。
- 児童数14名、4学級　※1-6年生。
- 校区：高島町。相浦中学校区。
- 明治12年（1879年）山口小学校「高島分校」設立。
- 分校歌「ばんだけのみどりに…」作詞・分校職員/作曲・山口千景

## 佐世保市立相浦西小学校（あいのうらにししょうがっこう）
- 所在地：相浦町794番地。
- 児童数648名、21学級（特別支援教室2を含む）
- 校区：相浦町・大潟町の一部・光町・棚方町。相浦中学校区。
- 昭和59年（1984年）現在地に「相浦西小学校」設立。（相浦地区の自然増にともない相浦小学校より分離）。
- 校歌「愛宕の山の深みどり…」作詞・浦田清/作曲・榊惟彦

### 佐世保市立相浦西小学校大崎分校（おおさきぶんこう）
- 所在地：大潟町467番地。
- 児童数41名、5学級（特別支援教室1を含む）※1-6年生。
- 校区：大潟町の一部。相浦中学校区。
- 昭和21年（1946年）現在地(海軍相浦海兵団兵舎跡)に相浦国民学校「大崎分校」設立。昭和59年（1984年）本校を相浦西小学校に変更。
- 分校歌「明ける東の空高く…」作詞作曲・昭和50年度分校職員

## 佐世保市立浅子小学校（あさごしょうがっこう）
- 所在地：浅子町58番地。
- 児童数14名、3学級（4年生のみ単式、1・2年、5・6年複式学級）
- 校区：浅子町。浅子中学校区。※もともと浅子中とは併設校であったが、2018年（平成30年）から義務教育学校「佐世保市立浅子小中学校」となった。佐世保市立黒島小中学校とともに長崎県内では初の義務教育学校設置となる。敷地・校歌・校訓を共有。
- 明治38年（1905年）山口小学校浅子分校設立。昭和16年（1941年）「浅子国民学校」として独立。
- 校歌「島山は緑に映えて…」作詞・黒川歩/作曲・島内三郎

## 佐世保市立黒島小学校（くろしましょうがっこう）
- 所在地：黒島町3184番地。
- 児童数18名、3学級（すべて複式学級）
- 校区：黒島町。※2018年（平成30年）から義務教育学校「佐世保市立黒島小中学校」となった。佐世保市立浅子小中学校とともに長崎県内では初の義務教育学校設置となる。
- 明治8年（1875年）「黒島小学校」設立。尋常高等学校・国民学校を経て現在に至る。
- 校歌「緑の島にうち寄せる…」作詞・近藤竹市/作曲・菊池正義

## 佐世保市立中里小学校（なかざとしょうがっこう）
- 所在地：中里町356番地。
- 児童数413名、15学級（特別支援教室1を含む）
- 校区：中里町・吉岡町・下本山町・上本山町・八の久保町・岳野町。中里中学校区。
- 明治7年（1874年）「中里小学校」設立。尋常高等小学校・国民学校を経て現在に至る。
- 校歌「将冠岳の朝の空…」作詞・中川龍一/作曲・瀬戸口熊雄

## 佐世保市立皆瀬小学校（かいぜしょうがっこう）
- 所在地：皆瀬町207番地(明治31年、現在地に移転)
- 児童数293名、11学級
- 校区：皆瀬町・野中町・楠木町・十文野町・踊石町・牧の地町・白仁田町・小川内町・菰田町。中里中学校区。
- 明治7年（1874年）玉依姫神社に皆是小学校設立。明治19年（1886年）「皆瀬小学校」に改名。尋常高等小学校・国民学校を経て現在に至る。
- 校歌「そびえたつ将冠岳のその如く…」作詞・市瀬正生/作曲・富永定美

## 佐世保市立春日小学校（かすがしょうがっこう）
- 所在地：瀬戸越町3-19-1番地（昭和46年、現在地に移転）。
- 児童数626名、21学級（特別支援教室2を含む）
- 校区：瀬戸越1-4丁目・瀬戸越町・春日町・桜木町・横尾町・赤木町。大野中学校および清水中学校区。
- 明治31年（1898年）現北地区公民館に佐世保小学校山ノ田分校設立、明治34年（1901年）「山ノ田尋常小学校」として独立。翌年佐世村発足時に「佐世尋常小学校」に改称。1927年（昭和2年）合併時に「春日尋常高等小学校」に改称。国民学校を経て現在に至る。
- 校歌「春日の森に日がゆれて…」作詞・中川龍一/作曲・市川都市春

## 佐世保市立大野小学校（おおのしょうがっこう）
- 所在地：原分町1番地。
- 児童数819名、27学級（特別支援教室2を含む）
- 校区：大野町・田原町・知見寺町・原分町・矢峰町・松原町・松瀬町。大野中学校区。
- 明治8年（1875年）「大野小学校」設立。尋常高等小学校・国民学校を経て現在に至る。
- 校歌「わが学窓の丘近く…」作詞・野口雨情/作曲・藤井清水

## 佐世保市立柚木小学校（ゆのきしょうがっこう）
- 所在地：上柚木町3204番地。
- 児童数175名、7学級
- 校区：上柚木町・柚木町・川谷町・潜木町・小舟町・里美町・下宇戸町・高花町・筒井町・戸ヶ倉町・柚木元町。柚木中学校区。
- 明治7年（1874年）由起小学校設立。明治20年代に柚木小学校へ改称。尋常高等小学校・国民学校を経て現在に至る。
- 校歌「国見の山のふところに…」作詞・中村武志/作曲・藤岡博夫
  - 柚木小学校里美（さとよし）分校…明治12年（1879年）「戸平田（とへだ）分校」設置。明治21年（1888年）移転・里美分校に改名。平成15年（2003年）閉校、本校に統合。

## 佐世保市立吉井南小学校（よしいみなみしょうがっこう）
- 所在地：吉井町前岳27-3番地。
- 児童数248名、13学級（特別支援教室2を含む）
- 校区：吉井町立石・前岳・大渡・春明・橋川内・橋口・踊瀬・吉元・田原・上吉田・下原・乙石尾・高峰。吉井中学校区。
- 明治7年（1874年）「吉田小学校」設立。昭和6年（1931年）福井小学校と合併し分校化（昭和21年（1946年）廃止）。尋常高等小学校・国民学校を経て昭和29年（1954年）福井分校の独立にともない南小学校に改名。吉井町合併にともない吉井南小学校に改名。

## 佐世保市立吉井北小学校（よしいきたしょうがっこう）
- 所在地：吉井町直谷1030番地。
- 児童数103名、7学級（特別支援教室1を含む）
- 校区：吉井町直谷・梶木場・板樋・福井・草ノ尾。吉井中学校区。
- 明治7年（1874年）「福井小学校」設立。昭和6年（1931年）吉田小学校と合併し分校化。昭和29年（1954年）独立し、同年に北小学校に改名。吉井町合併にともない吉井北小学校に改名。

## 佐世保市立世知原小学校（せちばるしょうがっこう）
- 所在地：世知原町栗迎194番地。
- 児童数209名、10学級（特別支援教室2を含む）
- 校区：世知原町太田・木浦原・岩谷口・笥瀬・矢櫃・長田代・栗迎・中通・上野原・西ノ岳・赤木場・槍巻・開作。世知原中学校区。
- 明治7年（1874年）「開知小学校」設立。尋常小学校を経て昭和16年（1941年）世知原国民学校に改名。

## 佐世保市立小佐々小学校（こさざしょうがっこう）
- 所在地：小佐々町田原290番地。
- 児童数199名、8学級（特別支援教室1を含む）
- 校区：小佐々町黒石・葛籠・小坂・臼ノ浦・田原・西川内・平原・岳ノ木場。小佐々中学校区。
- 明治8年（1875年）「前川小学校」設立。大正3年（1914年）小佐々尋常高等小学校に改名。国民学校を経て現在に至る。
- 校歌「沖田の山の気を受けて…」作詞・水口毅一/作曲・菅沼義重

## 佐世保市立楠栖小学校（くすずみしょうがっこう）
- 所在地：小佐々町楠泊免524-2番地。
- 児童数164名、8学級（特別支援教室2を含む）
- 校区：小佐々町楠泊・矢岳。小佐々中学校区。
- 明治17年（1884年）前川小学校楠栖分校として設立。明治19年（1886年）簡易楠栖小学校として独立。尋常高等小学校・国民学校を経て現在に至る。
- 校歌「島よ緑よ潮風よ…」作詞・及川伝/作曲・磯田有志朗

## 佐世保市立宇久小学校（うくしょうがっこう）
- 所在地：宇久町平2640番地。
- 児童数47名、4学級（複式学級2を含む）
- 校区：宇久町平・小浜・太田江・木場・野方。宇久中学校区。
- 明治7年（1874年）、平・葩磨小学校設立。明治11年（1878年）合併して宇久小学校に改名。尋常高等小学校・国民学校を経て現在に至る。
- 校歌「朝にあおぐ城が岳…」作詞・西川喜一郎/作曲・警視庁音楽隊
  - 葩磨（はま）小学校…明治7年（1874年）設立。明治11年（1878年）平小学校と合併して宇久小学校に改名。
  - 神浦（こうのうら）小学校…明治7年（1874年）、神浦小学校設立。平成28年（2016年）宇久小学校に編入。

## 佐世保市立江迎小学校（えむかえしょうがっこう）
- 所在地：江迎町中尾126番地。
- 児童数184名、10学級（特別支援教室3を含む）
- 校区：江迎中学校区。
- 明治7年（1874年）、長坂小学校設立。尋常高等小学校を経て江迎国民学校に改名、現在に至る。
- 校歌「仰ぐ白岳濃緑の…」

## 佐世保市立猪調小学校（いのつきしょうがっこう）
- 所在地：江迎町猪調1000番地。
- 児童数119名、8学級（特別支援教室2を含む）
- 校区：江迎中学校区。
- 明治7年（1874年）、猪調小学校設立。尋常高等小学校・国民学校を経て現在に至る。
- 校歌「その名もゆかし潜龍の…」

## 佐世保市立鹿町小学校（しかまちしょうがっこう）
- 所在地：鹿町町深江730-1番地。
- 児童数115名、7学級（特別支援教室1を含む）
- 校区：鹿町中学校区。
- 明治14年（1881年）、鹿鳴小大野分校設立。明治20年（1887年）野苓尋常小学校として独立。明治37年（1904年）鹿町尋常小学校に改名。尋常高等小学校・国民学校を経て現在に至る。
- 校歌「みどりの丘に風清く…」作詞・市瀬正生/作曲・山口健作

## 佐世保市立歌浦小学校（うたがうらしょうがっこう）
- 所在地：鹿町町下歌ヶ浦791-11番地。
- 児童数123名、7学級（特別支援教室1を含む）
- 校区：鹿町中学校区。
- 明治7年（1874年）、鹿鳴小学校設立。明治37年（1904年）歌浦尋常高等小学校に改名。国民学校を経て現在に至る。
- 校歌「緑も深き入海の…」作詞・市瀬正生/作曲・宗久弥
  - 神林（かんばやし）小学校…明治34年（1901年）鹿鳴小神林分校創立、昭和23年（1948年）独立。昭和46年（1971年）歌浦小学校に編入。

## 関連事項
- 長崎県小学校一覧
- 佐世保市中学校一覧